# Oost-Afrikaanse goendi
De Oost-Afrikaanse goendi (Pectinator spekei)  is een zoogdier uit de familie van de goendi's (Ctenodactylidae). De wetenschappelijke naam van de soort werd voor het eerst geldig gepubliceerd door Edward Blyth in 1856.

## Voorkomen
De soort komt voor in Ethiopië, Eritrea, Djibouti en Somalië.